# Cycas simplicipinna
Cycas simplicipinna är en kärlväxtart som först beskrevs av Tem Smitinand, och fick sitt nu gällande namn av Kenneth D. Hill. Cycas simplicipinna ingår i släktet Cycas, och familjen Cycadaceae. IUCN kategoriserar arten globalt som nära hotad. Inga underarter finns listade i Catalogue of Life.